# Хасима (город)
Хасима (яп. 羽島市 Хасима-си) — город в Японии, находящийся в префектуре Гифу. Площадь города составляет 53,64 км², население — 66 758 человек (1 июля 2014), плотность населения — 1244,56 чел./км².

## Географическое положение
Город расположен на острове Хонсю в префектуре Гифу региона Тюбу. С ним граничат города Гифу, Кайдзу, Огаки, Итиномия, Инадзава и посёлки Касамацу, Ампати, Ваноути.

## Население
Население города составляет 66 758 человек (1 июля 2014), а плотность — 1244,56 чел./км². Изменение численности населения с 1980 по 2005 годы:
| 1980 | 56 975 чел. |  |
| 1985 | 59 760 чел. |  |
| 1990 | 61 460 чел. |  |
| 1995 | 63 962 чел. |  |
| 2000 | 64 713 чел. |  |
| 2005 | 66 730 чел. |  |

## Символика
Деревом города считается Juniperus chinensis, цветком — Chrysanthemum × glabriusculum.